# Otto Bradfisch
Otto Bradfisch (ur. 10 maja 1903 w Zweibrücken, zm. 22 czerwca 1994 w Seeshaupt) – SS-Obersturmbannführer, szef Gestapo w Łodzi, dowodził Einsatzkommando 8 w Einsatzgruppe B, komisaryczny nadburmistrz Łodzi, skazany na karę 13 lat więzienia za zbrodnie wojenne.

## Życiorys
Urodzony 10 maja 1903 r. w Zweibrücken, w rodzinie kupieckiej, był drugim z czworga dzieci. Uczęszczał do szkoły podstawowej i gimnazjum humanistycznego w Kaiserslautern. Następnie studiował nauki polityczne we Fryburgu, Lipsku, Heidelbergu i Innsbrucku. Po uzyskaniu tytułu doktora, w 1926 r. uzyskał prawo do wykonywania zawodu prawnika, a w 1935 r. podjął pracę w Ministerstwie Spraw Wewnętrznych Bawarii. 1 stycznia 1931 r. wstąpił do NSDAP, a we wrześniu 1938 r. do SS, gdzie uzyskał stopień Obersturmbannführera. Po przyjęciu do Gestapo 1 lipca 1937 r. został mianowany szefem Gestapo w Neustadt, którą to funkcję pełnił do wiosny 1941 r. W okresie jego rządów w Gestapo dochodziło do aresztowań, przesłuchań i znęcania się nad przeciwnikami politycznymi, a także homoseksualistami. Brał udział w przygotowaniach do Kryształowej Nocy z 9 na 10 listopada 1938 r. Od początku kampanii przeciwko Związkowi Radzieckiemu w 1941 r. do 1 kwietnia 1942 r. był dowódcą SS-Einsatzkommando 8 w Einsatzgruppe B. Jego celem była eksterminacja komunistów, Żydów i jeńców wojennych na Białorusi, dowodząc Einsadzkommando brał udział m.in. w likwidacji getta w Mohylewie, gdzie 19 sierpnia 1941 r. zamordowano 3726 Żydów. Od kwietnia 1942 r. do stycznia 1945 r. był szefem komisariatu policji państwowej, a od 15 lipca 1943 r. do 8 grudnia 1944 r. pełnił obowiązki nadburmistrza Łodzi, odpowiedzialnego za deportację ponad 100 tys. Żydów do obozu zagłady w Chełmnie. Ostatnie miesiące wojny spędził w Poczdamie, przyjmując fałszywe nazwisko Karl Evers, trafił do niewoli amerykańskiej, a później brytyjskiej, z której zwolniono go w sierpniu 1945 r. Do aresztowania 21 kwietnia 1958 r. mieszkał i pracował w Niemczech. W procesie przed sądem w Monachium I 21 lipca 1961 r. został uznany za winnego zbrodni na terenie ZSRR i skazany na 10 lat więzienia, a w drugim procesie przed sądem w Hanowerze 18 listopada 1963 r. został skazany na 13 lat więzienia z zaliczeniem poprzedniego wyroku, za zbrodnie popełnione w Łodzi. Odbył jednak tylko część tego wyroku, gdyż został zwolniony w lipcu 1969 r. z powodu przejściowego pogorszenia się stanu zdrowia. Bradfisch zmarł w wieku 91 lat 22 czerwca 1994 r. w Seeshaupt w Bawarii.